# Благовещенская церковь (Кола)
Благове́щенская це́рковь (реже — Благове́щенский собо́р) — православный храм в городе Кола Мурманской области, старейшее каменное здание на Кольском полуострове. В прошлом входила в единый комплекс-тройник вместе с деревянным Воскресенским собором (1681—1684 годы) и колокольней (не сохранились).
В церкви находится деревянный путный крест 1635 года — памятник архитектуры федерального значения.

## История
Главный престол храма освящён в честь Благовещения Пресвятой Богородицы. Благовещение — одно из евангельских событий — возвещение архангелом Гавриилом Деве Марии о будущем рождении по плоти от неё Иисуса Христа; в православии — один из двунадесятых праздников.

### Основание
История престола восходит к деревянной церкви Благовещения, освящённой в 1533 году. В 1532 году лопляне, прибывшие в Великий Новгород «с Мурманского моря, с Колы, с Туломы», просили новгородского архиепископа Макария прислать к ним священников для освящения церквей. В 1533 году Макарий отправил священника и дьякона Софийского собора, которые в Филиппов день освятили церкви Благовещения Богородицы и Николая Чудотворца. В это время Кола являлась временным поселением, оставляемым после окончания морских промыслов. Церковь служила, вероятно, не столько для надобности русских промышленников, сколько для лопарей, обращение которых в христианство началось во времена великого князя Василия Иоанновича. Впоследствии, вместе с холодным Воскресенским собором (1681—1684) с колокольней, деревянная церковь Благовещения составляла традиционный северный тройник Кольского острога.
27 февраля 1783 года Екатерина II в виде особой «монаршей милости» пожаловала Коле как самому северному городу Российской империи 8000 рублей на сооружение каменного собора. Однако найти подрядчика за такую сумму не удалось, и деньги были отложены в банк под проценты.
Строительство церкви началось после ходатайства колянина Андрея Герасимова перед императором Павлом I в день его коронации в Москве, когда «его величеству угодно было дать повеление о постройке предположенной каменной церкви». К тому времени сумма на счёте возросла до 14 000 рублей, и 7 июля 1800 года архангелогородец Василий Иванович Мышкин взял подряд на каменную кладку Благовещенской церкви. Был вырыт котлован, выложен фундамент и начата кладка цоколя, после чего из-за перебоев с поставками материалов из Архангельска строительство было остановлено. Весной 1804 года строители завершили сооружение большого каменного купола. Оставалось закончить кладку колокольни и отделку здания. Но 19 мая 1804 года купол церкви обрушился, после чего было решено сначала закончить строительство зимнего помещения храма, и 29 января 1805 года придел во имя преподобного Алексия, человека Божия, расположенный в средней части здания, был освящён.
Работы по завершению строительства были осуществлены богатым крестьянином Кильдинского погоста Дмитрием Ивановичем Поповым. При этом вместо каменного купола был возведён деревянный. Строительство Благовещенской церкви было окончено 7 августа 1807 года. А 21 апреля 1809 года, после отделки здания и приёмки работ, состоялась торжественная церемония передачи построенной церкви духовному ведомству.
Около десяти лет для богослужения использовался только Алексеевский придел, остальная часть церкви пустовала. В 1816 году кольский купец Алексей Попов пожертвовал 2400 рублей на иконостас, иконы и украшения, и 25 января 1817 года была освящена Благовещенская церковь.

### Пожар 1854 года
В ходе нападения англичан на Колу 11—12 (23—24 по новому стилю) августа 1854 года, сопровождавшего артиллерийским обстрелом в течение 28½ часов «созжено около 110-ти домов, 2 церкви, из коих одна каменная, хлебный и соляной магазины, и теперь в г. Коле осталось только 18 домов».
Прикрытые каменной церковью, уцелели три частных дома и здание уездного казначейства. Как повествует легенда, при пожаре в Благовещенской церкви 75-пудовый колокол превратился в бесформенный слиток, однако находившаяся в алтаре икона Иверской Богоматери была найдена на другой день «довольно повреждённой», но не сгоревшей. Впоследствии икона была поновлена и почиталась верующими, как чудотворная.
В 1866—1867 годах церковь была восстановлена на деньги Святейшего Синода кольским купцом Мартемьяном Базарным. Так как при пожаре в 1854 году сгорел девятнадцатиглавый Воскресенский собор, то восстановленная Благовещенская церковь стала соборной.

### XX—XXI век
К 1937 году, когда Советской властью были закрыты почти все храмы на Кольском полуострове, Благовещенский собор в посёлке Кола оставался единственной действующей церковью в Мурманском округе. Под предлогом «аварийного состояния» планировался снос и Благовещенской церкви. Протоиерей К. М. Мелентьев и члены церковной двадцатки начали борьбу против уничтожения храма. Верующим удалось предоставить в «Комиссию культа» при Президиуме ЦИК СССР необходимый альтернативный акт технического осмотра здания церкви и помешать её сносу. В их ходатайстве, направленном во ВЦИК, говорилось:
Созданная Кольским РИКом комиссия явилась с топором и не меньше как с пятикилограммовым гвоздём, изрубили снаружи стены́ северный угол здания, навыворачивали кирпичей, сделали несколько фотоснимков… Такой комиссии нам и не снилось… Подлинно, цель оправдывает средства.
В ответ на это в газете «Полярная правда» в 1937 году была начата кампания травли, в которой «поп Мелентьев» обвинялся в том,
что он «сумел подчинить своему влиянию часть населения Мурманска», а также в «употреблении спиртных напитков», «вымогательстве денег из карманов верующих», «шаманских операциях с исцелениями больных людей». Кола объявлялась «центром религиозного мракобесия», где даже пионеры ходят в Вербное воскресенье с вербами.
К. М. Мелентьев и члены двадцатки были арестованы в августе 1937 года. В постановлении об аресте говорилось:
Поп Мелентьев и члены двадцатки занимались контрреволюционной деятельностью, результатом которой стало моленчество в религиозный праздник «Пасху» в Кольской церкви — единственной действующей в Кольском округе, на которое из ряда районов съехались до 800 человек.
В октябре 1937 года К. М. Мелентьев был приговорён особой тройкой при Управлении НКВД по Ленинградской области по статье 58-10 УК к высшей мере наказания и расстрелян. Впоследствии канонизирован в числе новомучеников Российских.
С 1947 по 1958 годы церковь вновь была открыта, восстанавливалась, протоиереем служил отец Владимир Обнорский. После закрытия Благовещенской церкви с 1962 года в ней размещались школьные производственные мастерские. В этот период был разобран купол церкви, уничтожены интерьеры. Впоследствии в церкви был устроен склад, потом она осталась бесхозной. К 1980-м годам здание пришло в аварийное состояние, предполагался снос храма. Однако было принято решение о реставрации, и после продолжавшихся в течение нескольких лет работ, 25 декабря 1984 года, в церкви был открыт Музей поморского быта.
В 1992 году по ходатайству верующих горожан храм был возвращён Русской православной церкви. Настоятель: иеромонах Киприан (Шилов).

## Архитектура
Здание церкви включает в себя двусветный кубический объём основного храма с пятигранным алтарём и большой трапезной, с западной стороны соединяющейся с шатровой колокольней типа восьмерик на четверике. Трапезная выполняла роль зимней церкви и содержала два придела: с южной стороны — преподобного Алексия, человека Божия, с северной — Всемилостивого Спаса, который предназначался для Христовых праздников; позднее он был освящён во имя святителя Николая Чудотворца, считавшегося покровителем мореходов. О существовавших ранее приделах в настоящее время напоминают боковые арки в стене между трапезной и основным помещением храма.
Примечательной особенностью церкви является огромный многогранный луковичной формы купол, посаженный без барабана прямо на основной четверик, и полностью его покрывающий.

### Путный крест
В церкви хранится деревянный путный (поклонный) крест XVII века, на котором можно прочитать «В лето ЗРМГ июня в 16 день поставлен сий крест на поклонение всем христианам». По преданию, крест был установлен кольским воеводой Г. И. Волынцевым в почесть священнику Варлааму Керетскому за исцеление от болезни. Примечательно, что Варлаама не канонизировали (вплоть до внесения в «Верный месяцеслов» 1903 года), но местные поморы почитали его святым, веря, что он спасает терпящие крушения карбасы. Крест был изначально поставлен у залива, у судовой пристани, и ему поклонялись рыбаки и купцы перед началом промысла, перед ним молились, благодаря за удачный улов и сохранённую жизнь. В начале XIX века его перенесли к часовне Спаса Милостивого и над ним устроили сень. В XX веке крест стоял у дороги, в 1960-е годы его снесли, потом нашли и установили в здании церкви. Постановлением Совета Министров РСФСР № 624 от 4 декабря 1974 года он был признан памятником архитектуры федерального значения.